# Matt Ruff
Matthew Theron Ruff (Queens, 8 settembre 1965) è uno scrittore statunitense.

## Biografia
Ruff è cresciuto nel quartiere di Queens a New York, figlio di un prete luterano. Ha frequentato nel 1983 la Stuyvesant High School a New York e si è laureato nel 1987 alla Cornell University. Dopo aver vissuto in molte città della costa orientale ed occidentale (un anno a Hartford, sette mesi a Seattle, Boston, Portland) si è sposato a Filadelfia e ora vive a Seattle nello stato di Washington.
Non solo negli Stati Uniti, ma anche in Europa, Ruff è diventato celebre per il modo particolare con il quale costruisce i romanzi, i quali, non a caso, sono rapidamente diventati qualcosa a metà tra il cult e il "bestseller sotterraneo". Il suo primo libro, Fool on the Hill, pubblicato nel 1988,  è ambientato nel campus dell'università statunitense di Cornell (Ithaca, NY) e presenta molteplici contaminazioni di generi e modelli. Questo romanzo ha ricevuto un enorme successo, prima ancora che venisse pubblicato, tra gli studenti dell'università nella quale Ruff studiava; un successo del resto che si rinnova oramai anno dopo anno tra gli universitari statunitensi.
Il suo secondo libro Acqua, luce e gas lo ha aiutato a diventare uno scrittore affermato. Quello che sembra essere un romanzo su un futuro alla Blade Runner, si rivela in realtà un commento amaro su quello che potrebbe diventare New York in un futuro non troppo lontano.
Il suo terzo libro è intitolato La casa delle anime e segna un radicale cambiamento rispetto all'opera precedente. Questo romanzo infatti non ha nulla a che vedere con la fantascienza. La storia del libro è centrata sul tema delle personalità multiple con numerosi richiami ad elementi fantastici. Il romanzo ha vinto, nel 2003, il Premio James Tiptree Jr., un PNBA Book Award e un Washington State Book Award.
È stato inoltre tra i finalisti nel 2005 dell'International IMPAC Dublin Literary Award. I suoi libri sono stati pubblicati in Germania, Italia, Francia, Giappone e molti altri paesi.
Il suo quinto libro è intitolato Bad Monkeys scritto nel 2007, vince nel 2008 il Premio Alex. Nel 2012 è uscito The Mirage. Da Lovecraft Country pubblicato nel 2016 è stata tratta la serie TV horror omonima prodotta da HBO e trasmessa nel 2020.

## Opere
- The Gospel According to St. Thomas (mai pubblicato).
- Fool on the Hill, (1988), (ISBN 0802135358), inedito in Italia.
- Acqua, luce e gas. La trilogia dei lavori pubblici (Sewer, gas & electric), 1997, trad. it. di Vittorio Curtoni, Fanucci, 2000, ISBN 883471024X.
- La casa delle anime (Set This House in Order: A Romance of Souls), 2003, trad. it Luca Briasco, Fanucci, 2005, ISBN 88-34710622.
- Bad Monkeys, (2007), trad. it. di Francesco Pacifico, Roma, Fazi, 2007, ISBN 9788876250309.
- False verità (The Mirage), (2012), trad. it. di L. Maldera, Fanucci, 2012, ISBN 978-8834720394.
- Lovecraft Country. La terra dei demoni (Lovecraft Country), (2016), trad. it Luca Briasco, Piemme, 2020, ISBN 9788856669640
- 88 Names (2020)